# Anthony Davis (compositor)
Anthony Davis (Paterson (Nueva Jersey), 20 de febrero de 1951) es un compositor y pianista de jazz estadounidense.

## Biografía
Davis compuso una ópera titulada X (acerca de Malcolm X), enseñó en la Universidad Yale y ha tocado junto con Anthony Braxton y Wadada Leo Smith. En 1981, formó un octeto llamado Episteme. También escribió la música incidental para la versión de Broadway de la obra de Tony Kushner Angels in America: A Gay Fantasia on National Themes.
Su estilo incorpora diferentes géneros, incluyendo jazz, rhythm and blues, gospel, música no occidental, música africana, música europea clásica, música indonesia y música experimental.
Davis es miembro de la Association for the Advancement of Creative Musicians (Asociación para el Progreso de Músicos Creativos) y ha sido aclamado como un excelente pianista de free jazz. Davis escribió la ópera Wakonda's Dream, estrenada en 2007, la cual narra la historia de una familia amerindia contemporánea.
Actualmente, Davis es un profesor de música en la Universidad de California, San Diego.
Ha ganado el Premio Pulitzer 2020 de música por The Central Park Five (una ópera de Long Beach)

## Lista de composiciones

### Trabajos orquestales
- Maps (Concierto de violín, 1988)
- Wayang V (Concierto de piano, 1984)

### Trabajos teatrales
- Lilith (2009)
- Wakonda's Dream (2007)
- Amistad (1997)
- Tania (1992)
- Under the Double Moon (1989)
- X, The Life and Times of Malcolm X (1986)

### Álbumes
- Amistad (2008)
- Tania (2001)
- Lost Moon Sisters/In Dora Ohrenstein's (1993)
- X: The Life and Times of Malcolm X (1992)
- Trio, Vol. 1 (1990)
- Trio, Vol. 2 (1989)
- Ghost Factory (1988)
- Undine (1986)
- Middle Passage (1984)
- Hemispheres (1983)
- Variations in Dreamtime (1982)
- Mystic Winds, Tropical Breezes (1982)
- I've Known Rivers (1982)
- Episteme (1981)
- Lady of the Mirrors (1980)
- Under the Double Moon (1980)
- Hidden Voices (1979)
- Song for the Old World (1978)
- Of Blues and Dreams (1978)
- Past Lives (1978)